# Ørestad

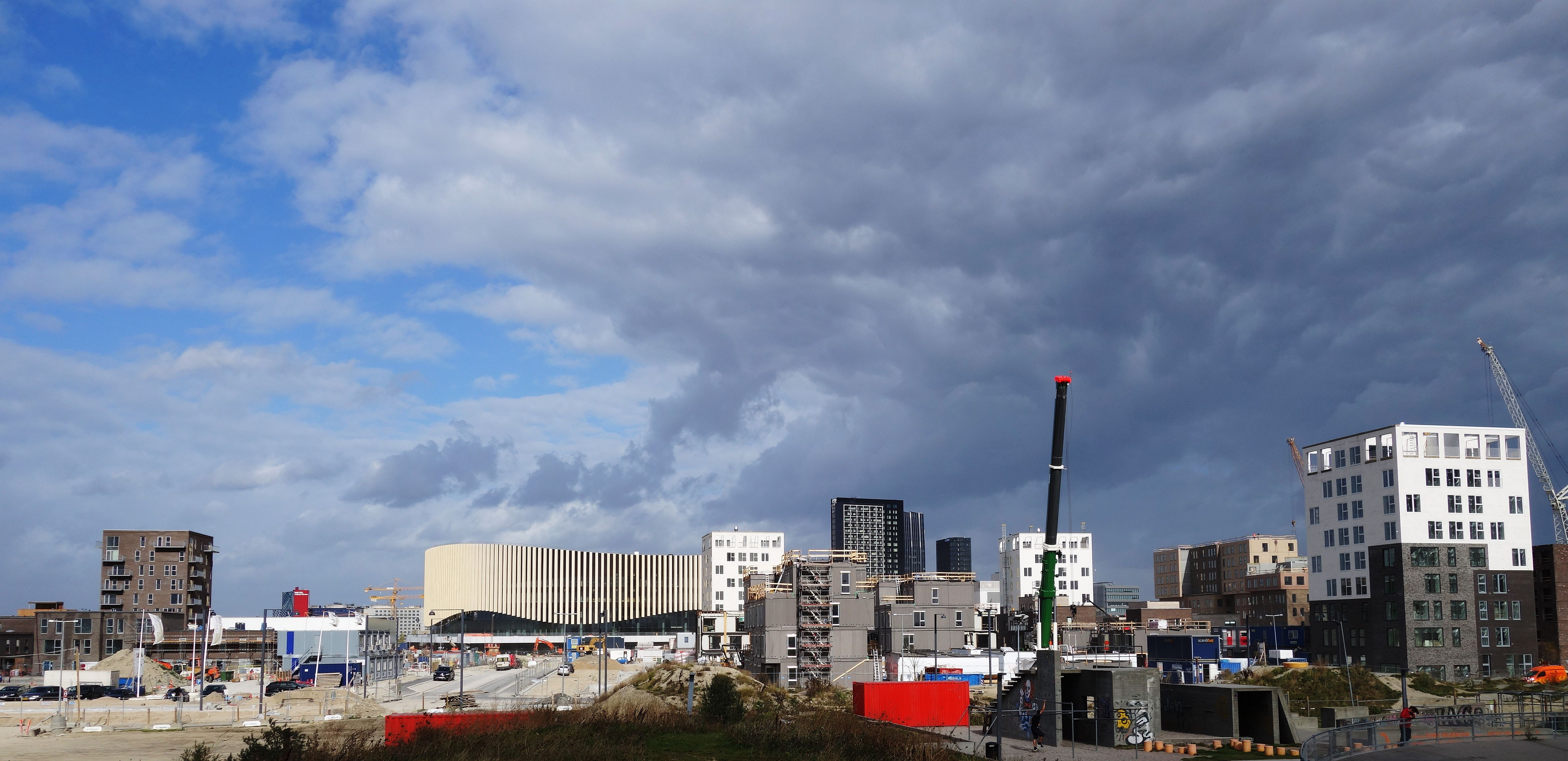
Panorama čtvrti Ørestad (jih), 2016

Ørestad je moderní rozvíjející se městská čtvrť v hlavním městě Dánska, Kodani. Když byla navrhovaná, jako cíl bylo určeno, aby zde pracovalo 80 tisíc lidí, 20 tisíc lidí zde žil a stejný počet zde studoval. Jedná se o tzv. plánované město, rozvržení bylo navrhnuto najednou. Z centra sem vede linka metra, ve čtvrti se při budování kladl důraz na veřejnou dopravu. Nachází se zde budovy ve stylu moderní architektury, například obchodní centrum Field's, budova dánské filharmonie, stadion Royal Arena, či největší rezidenční budova a konferenční centrum Dánska.